# Beaurepaire-en-Bresse
Beaurepaire-en-Bresse és un municipi francès, situat al departament de Saona i Loira i a la regió de Borgonya - Franc Comtat. L'any 2007 tenia 595 habitants.

## Demografia

### Població
El 2007 la població de fet de Beaurepaire-en-Bresse era de 595 persones. Hi havia 245 famílies, de les quals 71 eren unipersonals (47 homes vivint sols i 24 dones vivint soles), 87 parelles sense fills, 79 parelles amb fills i 8 famílies monoparentals amb fills.
La població ha evolucionat segons el següent gràfic:
Habitants censats

### Habitatges
El 2007 hi havia 320 habitatges, 259 eren l'habitatge principal de la família, 43 eren segones residències i 19 estaven desocupats. 275 eren cases i 44 eren apartaments. Dels 259 habitatges principals, 183 estaven ocupats pels seus propietaris, 63 estaven llogats i ocupats pels llogaters i 13 estaven cedits a títol gratuït; 1 tenia una cambra, 18 en tenien dues, 36 en tenien tres, 68 en tenien quatre i 136 en tenien cinc o més. 249 habitatges disposaven pel capbaix d'una plaça de pàrquing. A 101 habitatges hi havia un automòbil i a 132 n'hi havia dos o més.

### Piràmide de població
La piràmide de població per edats i sexe el 2009 era:
| Homes | Edats   | Dones |
| ----- | ------- | ----- |
| 0     | 95 o +  | 0     |
| 0     | 90 a 94 | 0     |
| 0     | 85 a 89 | 4     |
| 8     | 80 a 84 | 12    |
| 16    | 75 a 79 | 8     |
| 28    | 70 a 74 | 16    |
| 16    | 65 a 69 | 12    |
| 12    | 60 a 64 | 8     |
| 8     | 55 a 59 | 20    |
| 16    | 50 a 54 | 4     |
| 4     | 45 a 49 | 12    |
| 24    | 40 a 44 | 8     |
| 20    | 35 a 39 | 16    |
| 32    | 30 a 34 | 32    |
| 20    | 25 a 29 | 32    |
| 0     | 20 a 24 | 4     |
| 4     | 15 a 19 | 12    |
| 12    | 10 a 14 | 16    |
| 12    | 5 a 9   | 24    |
| 16    | 0 a 4   | 12    |

## Economia
El 2007 la població en edat de treballar era de 366 persones, 278 eren actives i 88 eren inactives. De les 278 persones actives 259 estaven ocupades (141 homes i 118 dones) i 19 estaven aturades (4 homes i 15 dones). De les 88 persones inactives 35 estaven jubilades, 30 estaven estudiant i 23 estaven classificades com a «altres inactius».

### Ingressos
El 2009 a Beaurepaire-en-Bresse hi havia 251 unitats fiscals que integraven 593 persones, la mediana anual d'ingressos fiscals per persona era de 17.659 €.

### Activitats econòmiques
Dels 48 establiments que hi havia el 2007, 1 era d'una empresa alimentària, 2 d'empreses de fabricació d'altres productes industrials, 9 d'empreses de construcció, 8 d'empreses de comerç i reparació d'automòbils, 2 d'empreses de transport, 4 d'empreses d'hostatgeria i restauració, 3 d'empreses financeres, 2 d'empreses immobiliàries, 8 d'empreses de serveis, 6 d'entitats de l'administració pública i 3 d'empreses classificades com a «altres activitats de serveis».
Dels 12 establiments de servei als particulars que hi havia el 2009, 1 era una gendarmeria, 1 oficina de correu, 2 tallers de reparació d'automòbils i de material agrícola, 2 guixaires pintors, 1 lampisteria, 1 electricista, 1 empresa de construcció, 1 perruqueria i 2 restaurants.
Dels 2 establiments comercials que hi havia el 2009, 1 era una botiga de més de 120 m² i 1 una botiga de menys de 120 m².
L'any 2000 a Beaurepaire-en-Bresse hi havia 15 explotacions agrícoles que ocupaven un total de 488 hectàrees.

## Equipaments sanitaris i escolars
El 2009 hi havia una escola elemental integrada dins d'un grup escolar amb les comunes properes formant una escola dispersa.

## Poblacions més properes
El següent diagrama mostra les poblacions més properes.